# Józef Zajączek
Józef Zajączek (Kam"janec'-Podil's'kyj, 1º novembre 1752 – Varsavia, 28 agosto 1826) è stato un generale polacco.

## Biografia
Zajączek nacque nel 1752, figlio di Antoni Zajączek e di Marianna Cieszkowska, membro della famiglia nobile degli Świnka. All'età di 16 anni entrò nell'Ordine degli avvocati della Confederazione di Bar e divenne segretario del senatore Michał Wielhorski. Con l'appoggio della famiglia di magnati Sapieha divenne ufficiale d'ordinanza dell'Etmano Franciszek Ksawery Branicki e fu parlamentare del voivodato di Podolia e Kiev dal 1788 al 1792 nel Sejm.

### La battaglia per la libertà della Polonia
Allo scontento delle riforme, nel maggio del 1792 seguì l'invasione delle truppe russe in Polonia. Il 26 maggio Zajączek ebbe il comando sui Corpi nella zona di Lublino e il 29 dello stesso mese fu nominato Maggior generale. In giugno fu uno dei comandanti vittoriosi nella battaglia di Zieleńce, per la quale fu insignito dell'Ordine Virtuti militari.
Nell'agosto 1793 lasciò il Paese, dopo l'ingresso di Stanislao II Augusto Poniatowski con Kościuszko e Kołłątaj, per scatenare nuovamente la rivolta nel marzo 1794.
Zajączek ottenne dal capo dell'insurrezione, Kościuszko, il comando della divisione Piccola Polonia e prese parte il 4 aprile alla vittoriosa battaglia di Racławice. Il 6 aprile 1794 fu nominato tenente generale, ma l'8 giugno soccombette nella battaglia di Chełm e dovette ritirarsi a Lublino.
A metà giugno egli si unì con le forze armate di Kościuszko e combatté nella fortunata battaglia di Gołków (dal 9 al 10 luglio). Per questo divenne comandante della difesa di Varsavia e il 4 novembre fu sconfitto nella battaglia di Praga. Fuggì in Galizia, dove fu internato dagli Austriaci. Un anno dopo fu lasciato libero e andò in esilio a Parigi.

### Servizio militare in Francia
Con la speranza di ottenere sostegno dalla Francia rivoluzionaria negli affari polacchi, molti polacchi si arruolarono nelle armate rivoluzionarie francesi, ciò che infine si tradusse nella fondazione di una Legione Polacca in Italia, il cui comando fu affidato al generale Dąbrowski. L'8 marzo 1797 Zajączek fu nominato brigadiere generale dell'armata francese. Prese parte alla Campagna d'Egitto di Napoleone Bonaparte dal 1798 e il 25 gennaio 1800 sconfisse i Mamelucchi di Murad Bey nella battaglia di Sédiman. Combatté poi sotto il generale Menou nella battaglia di Kanopus (21 marzo) e nel maggio 1801 fu nominato generale di divisione e rientrò in Francia.
Nel 1802 fu nominato comandante della 2ª Divisione francese e nel 1803 fu insignito del titolo di Cavaliere della Legion d'onore.

### Ulteriore carriera
Nel 1807 Zajączek amministrò, come futuro viceré del regno di Polonia, la regione di Opatówek. Egli si rifiutò dapprima di prestare servizio sotto l'odiato Principe Poniatowski, rifiutandosi anche d'indossare un'uniforme polacca, come prestare giuramento al nuovo Ducato di Varsavia.
Prima, per ordine diretto del Maresciallo francese Davout, prestò servizio come generale nel vecchio esercito polacco ed ottenne anche la Croce di commendatore dell'Ordine Virtuti Militari.
Nella Campagna di Prussia e Polonia del 1809 comandò alcune formazioni e l'11 giugno ottenne la vittoria nella battaglia di Jedlińsk. Rimase nell'esercito polacco, comandò la 2ª Divisione e organizzò le truppe per l'atteso conflitto contro la Russia.

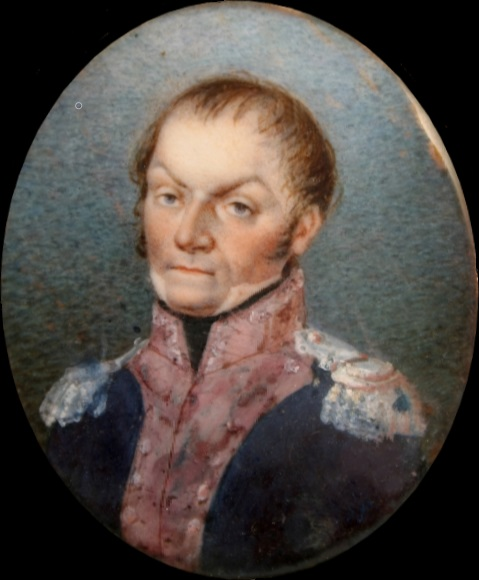
Zajączek come Statolder del Regno del Congresso, Miniatura

Nella Campagna di Russia di Napoleone del 1812, fu al comando della 16ª Divisione nel V Corpo d'Armata sotto Poniatowski e partecipò alle battaglie di Smolenks e di Borodino. Dopo che il Principe Poniatowski fu ferito nella battaglia di Tarutino, Zajączek assunse il comando il 1º novembre.
Egli condusse quindi il V Corpo nelle battaglie di Vjaz'ma e di Krasnoi. Durante la battaglia della Beresina (26 novembre 1812) fu gravemente ferito e il generale-medico Dominique-Jean Larrey dovette amputargli le gambe per salvargli la vita. Non potendo più essere trasportato, rimase prigioniero dei Russi.
Più tardi egli si guadagnò la fiducia dello zar Alessandro I, che nel 1815 lo nominò Namestnik del Regno di Polonia e nel 1818 lo elevò al titolo di Principe di Polonia.
Nel Castello Reale di Varsavia Zajączek fece realizzare da Jan Chrystian Aigner per le sentinelle la "Via del re". Nella primavera del 1826 Zajączek si ammalò gravemente, il 25 luglio perse conoscenza e il 28 morì nel palazzo della Reggenza di Varsavia. La sua salma fu inumata a Kalisz ma il suo cuore rimase nella chiesa di San Bernardino a Varsavia.